# Michael Shaw (polityk)
Michael Norman Shaw, baron Shaw of Northstead (ur. 9 października 1920, zm. 8 stycznia 2021) – brytyjski polityk Partii Konserwatywnej, deputowany Izby Gmin, par.

## Działalność polityczna
W okresie od 17 marca 1960 do 15 października 1964 reprezentował okręg wyborczy Brighouse and Spenborough, od 31 marca 1966 do 28 lutego 1974 okręg wyborczy Scarborough and Whitby, a od 28 lutego 1974 do 9 kwietnia 1992 okręg wyborczy Scarborough w brytyjskiej Izbie Gmin. Od 30 września 1994 do 31 marca 2015 zasiadał w Izbie Lordów.